# 喬瑟夫·巴特勒
喬瑟夫·巴特勒（英語：Joseph Butler；1692年5月18日—1752年6月16日）是一位英國聖公會主教、神學家、護教家、以及哲學家。出生於柏克郡（現在的牛津郡）的灣堤居。由於父親是一位長老會的麻布衣商，他似乎理當成為長老會的神職人員。然而在1714年，二十二歲的他決定加入英國聖公會，並且到了牛津大學。歷經了幾次的調遷，他成為了多為富人居住的史丹霍普教區的牧師。
1736年，他四十四歲那年，在聖公會約克教區的大主教兰斯洛特·布莱克本的建議下，被任命為英王喬治二世的妻子卡洛琳的專屬牧師長。兩年後升任布里斯托教區主教。1747年，傳出他拒絕晉升坎特布雷大主教的謠言，最後在1750年他來到了英格蘭東北的杜倫擔任主教。
他最為人所知的是他在1726年發表的「天然人性的十五篇講道」，以及1736年的「宗教、自然、以及外顯之類比」。後者在教會歷史上，是一部對抗自然神論觀點的重要護教著作。自然神論者主要受新興的自然科學觀察所影響，誤認為上帝在創造世界以後便退出舞台，與他所創造的宇宙不再有任何互動，而由自然科學定律來主宰世界。巴特勒護教學說主要在闡明：在神掌管萬有的宇宙觀裡，上帝透過《聖經》的啟示所顯明的原理，與透過自然科學的觀察所得到的原理，在使用類比的方法作一系列的研究之後，可以正當的結論出兩種原理背後的作者皆是上帝自己。他結合了許多對上帝信仰的信心的例子，概率性的論證來試圖說服自然神論者重新回到正統的信仰。他護教學說的論點也反映在20世紀護教家像是克利夫·史戴普·路易斯（魯益世，或C·S·路易斯），以及約翰·華威·蒙哥馬利等人的作品裡。「天然人性的十五篇講道」則被視為是對霍布斯的利己主義哲學思想提供了解答。這兩本書被他的支持者評價為倫理學、護教學、神學領域裡最有力、最具原創性的作品之一。他們當然是著眼於其論證的手法，因為就形式文筆而言並無優雅特出之處。
1752年，巴特勒在貝斯去世，得年六十歲。他的追隨者稱讚他是一位完美的人物，一個勤奮又有良知的牧者。雖然對文學沒有什麼特殊喜好，但是對於藝術，特別是建築，具有獨到的鑑賞力。按聖公會傳統6月16日為他的聖日。